# یواس‌اس جانکیل (۱۸۶۳)
یواس‌اس جانکیل (۱۸۶۳) (به انگلیسی: USS Jonquil (1863)) یک کشتی بود که طول آن ۶۹ فوت ۴ اینچ (۲۱٫۱۳ متر) بود که در خلال جنگ های داخلی امریکا برای نیروی دریایی ایالات متحده خدمت می کرد.